# Ain't It So?
Ain't It So? è un cortometraggio del 1918 diretto da William A. Seiter. Il film è la nona regia del regista di New York.

## Produzione
Il film fu prodotto dalla Jester Comedy Company, una piccola compagnia che operò nel 1918 e nel 1919, con un totale di 26 produzioni.

## Distribuzione
Distribuito dalla Jester Comedy Company, il film uscì nell'ottobre 1918.